# Аблай Мбенг
Війо Аблай Мбенг (фр. Vieux Ablaye Mbengue; нар. 19 травня 1992, Тієс, Сенегал) — сенегальський футболіст, нападник саудівського клубу «Аль-Арабі» (Унайза).

## Життєпис
Розпочинав грати на професіональному рівні у сенегальській команді «АСК Джарааф». У 2013—2015 роках виступав у чемпіонаті Габону за клуб «Сапен», у сезоні 2013/14 став найкращим бомбардиром чемпіонату з 15 забитими голами та увійшов до символічної збірної сезону, складеної журналом «La Transversale». Взимку 2015 року побував на перегляді у турецькому клубі «Адана Демірспор».
24 лютого 2015 року перейшов до «Терека». 20 березня 2015 року Аблай дав перше своє інтерв'ю як гравець «Терека». 2 травня 2015 року дебютував у матчі проти «Ростова», вийшов на 45 хвилині матчу замість Аїлтона, а на 83-й хвилині відзначився голом і тим самим приніс перемогу своїй команді. У матчі наступного туру з московським «Спартаком» 11 травня Аблай відіграв 90 хвилин відзначився двома голами у другому таймі. «Терек» у цей час грав у меншості. У наступному турі форвард відзначився своїм четвертим голом за грозненську команду, відзначившись у виїзному матчі проти тульського «Арсеналу». Добре стартувавши в новому клубі (забив 4 голи в перших 5 матчах), після цього виступав нестабільно, чергуючи вдалі періоди з невдалими.
7 листопада 2015 року, в матчі 15-го туру чемпіонату Росії, Мбенг вийшов на заміну на 78-й хвилині матчу проти московського «Спартака» і на 81-й хвилині зустрічі відзначився шедевральним голом. Прийнявши м'яч грудьми на лінії штрафного, сенегалець виконав бісиклету і м'яч від поперечини влетів у ворота. Цей гол приніс вольову перемогу грізненцям — 2:1. Найкращим сезоном сенегальського форварда є 2016/17, де за 22 матчі сенегалець відзначився 7-ма м'ячами. У травні 2019 року він продовжив контракт з «Ахматом» на три роки, але в серпні 2020 року добровільно поїхав до Африки і не виходив на зв'язок з клубом.
29 березня 2021 року відданий в оренду мінському «Динамо». Швидко закріпився в стартовому складі і став основним нападником мінчан, з 10-ма голами став найкращим бомбардиром команди в сезоні, у тому числі й зробив два хет-трики. На початку жовтня того ж року в односторонньому порядку розірвав контракти з грозненським та мінським клубами, ставши гравцем ізраїльської команди «Маккабі» з Петах-Тікви, за що був звинувачений у порушенні регламенту ФІФА. 11 жовтня 2021 року стало відомо, що Мбенг залишив ізраїльський клуб, у лавах якого пробув фактично лише 4 дні.
16 червня 2022 року приєднався до саудівського клубу «Аль-Арабі» (Унайза).

## Статистика виступів

### Клубна
Станом на 1 серпня 2021
| Клуб                       | Сезон             | Ліга                 | Ліга  | Ліга | Нац. кубок | Нац. кубок | Конт. кубок | Конт. кубок | Інші  | Інші | Загалом | Загалом |
| Клуб                       | Сезон             | Дивізіон             | Матчі | Голи | Матчі      | Голи       | Матчі       | Голи        | Матчі | Голи | Матчі   | Голи    |
| -------------------------- | ----------------- | -------------------- | ----- | ---- | ---------- | ---------- | ----------- | ----------- | ----- | ---- | ------- | ------- |
| «Ахмат» (Грозний)          | 2014–15           | Прем'єр-ліга Росії   | 5     | 4    | 0          | 0          | -           | -           | -     | -    | 5       | 4       |
| «Ахмат» (Грозний)          | 2015–16           | Прем'єр-ліга Росії   | 21    | 3    | 1          | 0          | -           | -           | -     | -    | 22      | 3       |
| «Ахмат» (Грозний)          | 2016–17           | Прем'єр-ліга Росії   | 22    | 7    | 1          | 0          | -           | -           | -     | -    | 23      | 7       |
| «Ахмат» (Грозний)          | 2017–18           | Прем'єр-ліга Росії   | 17    | 2    | 1          | 0          | -           | -           | -     | -    | 18      | 2       |
| «Ахмат» (Грозний)          | 2018–19           | Прем'єр-ліга Росії   | 25    | 5    | 1          | 0          | -           | -           | -     | -    | 26      | 5       |
| «Ахмат» (Грозний)          | 2019–20           | Прем'єр-ліга Росії   | 16    | 1    | 2          | 1          | -           | -           | -     | -    | 18      | 2       |
| «Ахмат» (Грозний)          | 2020–21           | Прем'єр-ліга Росії   | 0     | 0    | 0          | 0          | -           | -           | -     | -    | 0       | 0       |
| «Ахмат» (Грозний)          | Загалом           | Загалом              | 106   | 22   | 6          | 1          | -           | -           | -     | -    | 112     | 23      |
| «Динамо» (Мінськ) (оренда) | 2021              | Вища ліга Білорусі   | 15    | 10   | 0          | 0          | -           | -           | -     | -    | 15      | 10      |
| «Аль-Арабі»                | 2021–22           | Прем'єр-ліга Кувейту | 3     | 3    | 0          | 0          | 3           | 3           | 2     | 2    | 8       | 8       |
| Усього за кар'єру          | Усього за кар'єру | Усього за кар'єру    | 121   | 32   | 6          | 1          | -           | -           | -     | -    | 127     | 33      |

## Досягнення
- Найкращий бомбардир Габонського національного чемпіонату Д1: 2013/14